# Emil Wettstein (Bibliothekar)
Emil Wettstein (* 21. Dezember 1877 in Dillenburg; † 17. Juli 1940 in Zürich) war ein Schweizer Bibliothekar.

## Leben und Werk
Wettstein war der Sohn eines zürcherischen Methodistenpfarrers. Er trat 1894 in das Lehrerseminar Unterstrass ein. Nachdem er das Lehrerpatent erworben hatte, studierte er Philosophie an der Universität Wien und an der Universität Zürich, an der er auch doktorierte. Wettstein wurde 1903 vom damaligen ETH-Bibliotheksdirektor Ferdinand Rudio an die damals noch bescheidene Bibliothek berufen. Als dieser 1920 von seinem Amt als Oberbibliothekar zurücktrat, wurde Wettstein sein Nachfolger. Als die Bibliothekskredite infolge der finanziellen Belastung des Bundes merklich nachliessen, gelang es Wettstein, sie durch Beiträge von Industrieverbänden zu ersetzen.
Wettsteins guter Name und das allgemeine Ansehen brachten es mit sich, dass der Bibliothek grosse wissenschaftliche Bücherbestände geschenkt wurden, so auch die Bücherbestände des Vulkanologischen Institutes in Neapel, die in die Bibliothek der ETH aufgenommen wurden. Auf Wettsteins Initiative hin wurde zudem ein technischer Literaturnachweis geschaffen. Diese Stelle wurde von den Studierenden wie den Ingenieuren des In- und Auslandes rege benutzt.
Wettstein fand seine letzte Ruhestätte auf dem Friedhof von Kilchberg.